# Francesca di Brandeburgo

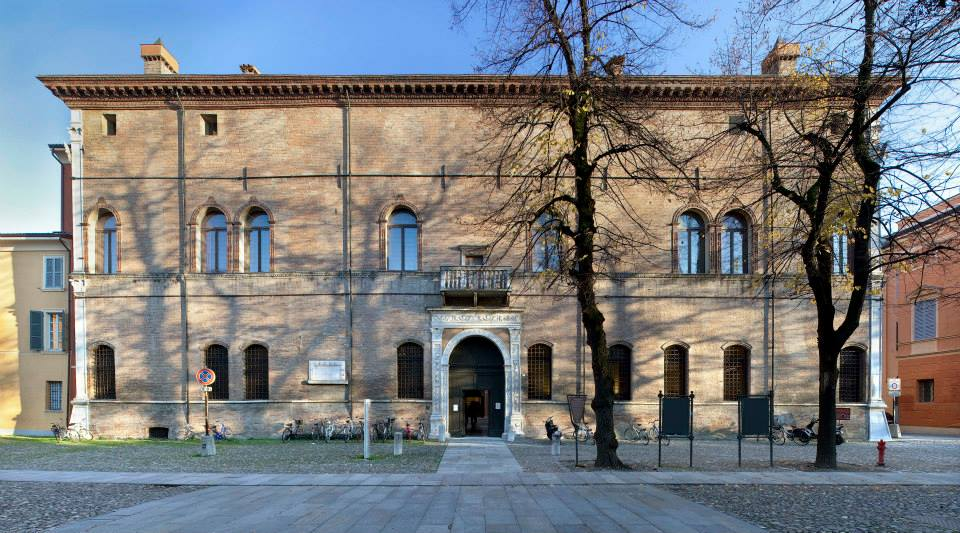
Correggio, Palazzo dei Principi.

Francesca di Brandeburgo (... – Correggio, 1512) è stata una nobildonna tedesca.

## Biografia
Era figlia di Fritz von Brandenburg, figlio naturale di Giovanni l'Alchimista margravio di Brandeburgo, stabilitosi alla corte dei Gonzaga di Mantova. Dunque nipote di Barbara di Brandeburgo, marchesa consorte di Mantova, avendo sposato Ludovico III Gonzaga.
Sposò nel 1477 Borso da Correggio, conte di Correggio. Partecipò alla edificazione e abitò per prima l'elegante Palazzo dei Principi,  dopo essere rimasta vedova nel 1504 del marito Borso.

## Discendenza
Francesca e Borso ebbero sei figli:
- Agnese, sposò il conte Gianmatteo Bolognini Attendolo di Milano;
- Manfredo (?-1546), uomo d'armi, conte di Correggio, sposò Lucrezia d'Este (?-1546), figlia di Ercole d'Este e di Angela Sforza;
- Maddalena, monaca a Parma;
- Caterina, monaca a Mantova;
- Margherita, monaca a Mantova;
- Gianfrancesco (?-1531), conte di Correggio.

## Ascendenza
|                                             |   |                                | Genitori                           |  |  | Nonni |  |  | Bisnonni                                     |  |  | Trisnonni                           |  |
|                                             |   |                                |                                    |  |  |       |  |  | Federico I, principe elettore di Brandeburgo |  |  | Federico V, burgravio di Norimberga |  |
|                                             |   |                                |                                    |  |  |       |  |  | Federico I, principe elettore di Brandeburgo |  |  | Federico V, burgravio di Norimberga |  |
|                                             |   | Elisabetta di Meißen           |                                    |  |  |       |  |  | Federico I, principe elettore di Brandeburgo |  |  |                                     |  |
| Giovanni, margravio di Brandeburgo-Kulmbach |   |                                |                                    |  |  |       |  |  | Federico I, principe elettore di Brandeburgo |  |  |                                     |  |
|                                             |   | Elisabetta di Baviera-Landshut | Federico, duca di Baviera-Landshut |  |  |       |  |  |                                              |  |  |                                     |  |
|                                             |   | Elisabetta di Baviera-Landshut | Federico, duca di Baviera-Landshut |  |  |       |  |  |                                              |  |  |                                     |  |
|                                             |   | Elisabetta di Baviera-Landshut | Maddalena Visconti                 |  |  |       |  |  |                                              |  |  |                                     |  |
| Federico di Brandeburgo-Kulmbach            |   | Elisabetta di Baviera-Landshut |                                    |  |  |       |  |  |                                              |  |  |                                     |  |
|                                             |   | …                              | …                                  |  |  |       |  |  |                                              |  |  |                                     |  |
|                                             |   | …                              | …                                  |  |  |       |  |  |                                              |  |  |                                     |  |
|                                             |   | …                              | …                                  |  |  |       |  |  |                                              |  |  |                                     |  |
| …                                           |   | …                              |                                    |  |  |       |  |  |                                              |  |  |                                     |  |
|                                             |   | …                              | …                                  |  |  |       |  |  |                                              |  |  |                                     |  |
|                                             |   | …                              | …                                  |  |  |       |  |  |                                              |  |  |                                     |  |
|                                             |   | …                              | …                                  |  |  |       |  |  |                                              |  |  |                                     |  |
| Francesca di Brandeburgo-Kulmbach           |   | …                              |                                    |  |  |       |  |  |                                              |  |  |                                     |  |
|                                             | … | …                              |                                    |  |  |       |  |  |                                              |  |  |                                     |  |
|                                             | … | …                              |                                    |  |  |       |  |  |                                              |  |  |                                     |  |
|                                             | … | …                              |                                    |  |  |       |  |  |                                              |  |  |                                     |  |
| …                                           | … |                                |                                    |  |  |       |  |  |                                              |  |  |                                     |  |
|                                             |   | …                              | …                                  |  |  |       |  |  |                                              |  |  |                                     |  |
|                                             |   | …                              | …                                  |  |  |       |  |  |                                              |  |  |                                     |  |
|                                             |   | …                              | …                                  |  |  |       |  |  |                                              |  |  |                                     |  |
| …                                           |   | …                              |                                    |  |  |       |  |  |                                              |  |  |                                     |  |
|                                             |   | …                              | …                                  |  |  |       |  |  |                                              |  |  |                                     |  |
|                                             |   | …                              | …                                  |  |  |       |  |  |                                              |  |  |                                     |  |
|                                             |   | …                              | …                                  |  |  |       |  |  |                                              |  |  |                                     |  |
| …                                           |   | …                              |                                    |  |  |       |  |  |                                              |  |  |                                     |  |
|                                             |   | …                              | …                                  |  |  |       |  |  |                                              |  |  |                                     |  |
|                                             |   | …                              | …                                  |  |  |       |  |  |                                              |  |  |                                     |  |
|                                             |   | …                              | …                                  |  |  |       |  |  |                                              |  |  |                                     |  |
|                                             |   | …                              |                                    |  |  |       |  |  |                                              |  |  |                                     |  |